# Granbergstjärnen (Älvsby socken, Norrbotten)
Granbergstjärnen är en sjö i Älvsbyns kommun i Norrbotten och ingår i Piteälvens huvudavrinningsområde.